# Mahrem
Mahrem é o deus da guerra da Etiópia. Ele é o segundo em importância na tríade de deuses que forma com seu pai Astar e o deus do mar Beher. No Império de Axum (antiga Etiópia) ele é o deus principal.